# برف سیاه (فیلم ۲۰۱۷)
برف سیاه (اسپانیایی: Nieve negra‎) یک فیلم دلهره‌آور آرژانتینی-اسپانیایی به کارگردانی مارتین اودارا است که در سال ۲۰۱۷ منتشر شد. تصویربرداری این فیلم در لا سو دورجل، آندورا و بوئنوس آیرس صورت پذیرفت. ریکاردو دارین بابت هنرنمایی در این فیلم نامزد دریافت جایزهٔ گویای بهترین بازیگر نقش اصلی مرد در دهمین دورهٔ جوایز گویا شد.

## گزیدهٔ بازیگران
- لئوناردو اسباراگلیا[۴]
- لایا کوستا[۴]
- ریکاردو دارین[۴]
- دولورس فونسی[۴]
- فدریکو لوپی[۴]
- ایوان لوئنگو[۴]
- میکل ایگلسیاس[۴]
- لیا اوپری[۴]